# قصب السكر الخشن
قصب السكر الخشن (الاسم العلمي: Saccharum asperum) هو نوع من النباتات يتبع جنس قصب السكر من الفصيلة النجيلية.